# Мартин Бубер
Ма́ртин (Мордехай) Бу́бер (івр. מרטין בובר, нім. Martin Buber; 8 лютого 1878, Відень, Австро-Угорщина — 13 червня 1965, Єрусалим, Ізраїль) — єврейський філософ-екзистенціаліст, релігійний юдейський мислитель і письменник, перший президент Академії наук Ізраїлю (1960—1962).

## Біографія

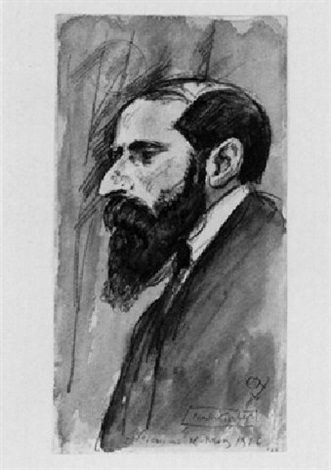
Портрет Бубера, 1916

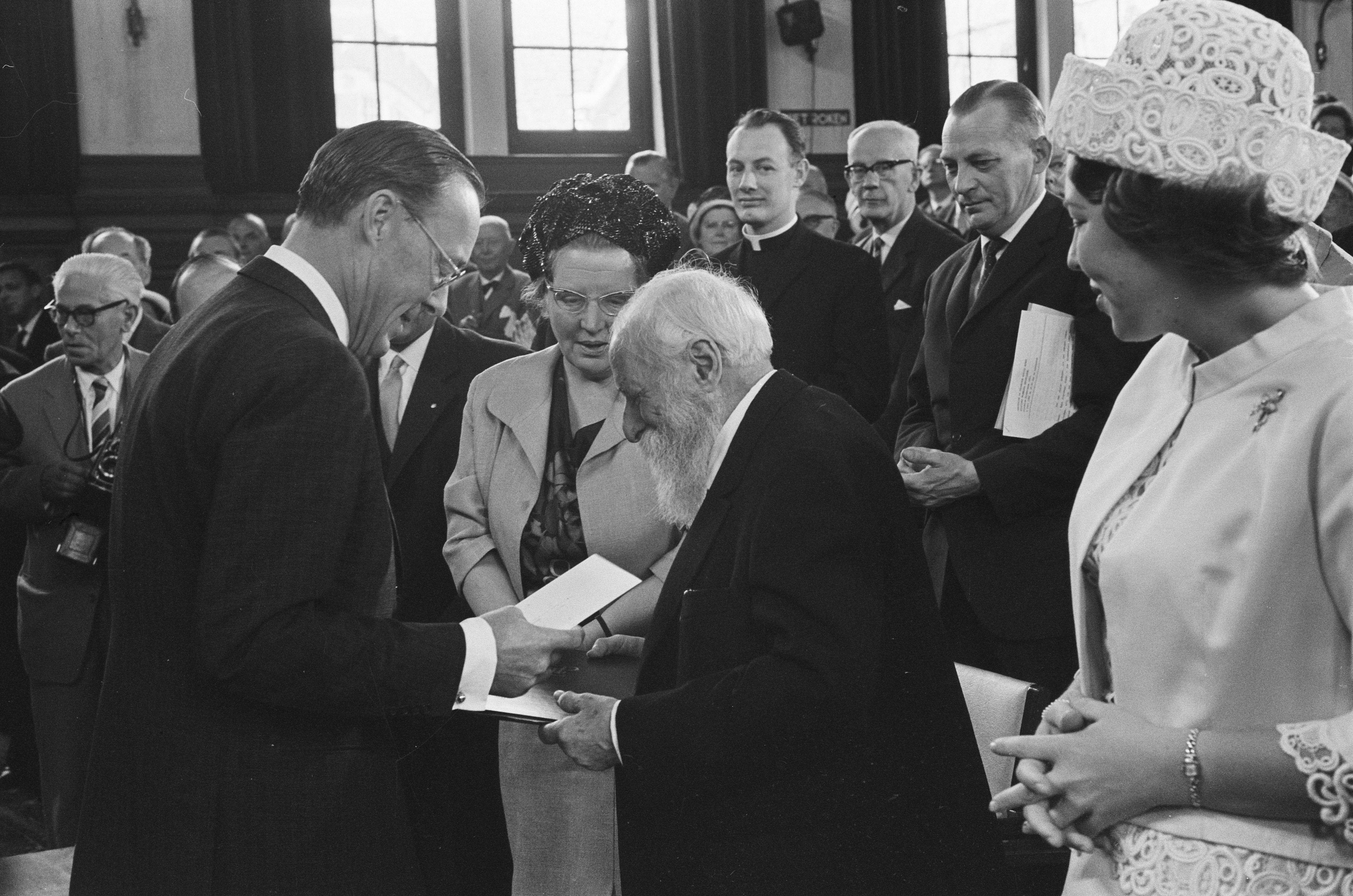
Бубер на врученні Еразмівської премії, 1963

Народився 8 лютого 1878 року у Відні в родині книговидавців. Батьки незадовго після його народження розірвали шлюб. З 3-х років проживав у Львові (тодішня назва у складі Австро-Угорщини — Лемберг) в будинку діда Соломона (нині на вул. Крушельницької, 1). Батько добре знав давньоєврейську мову, був знайомий з класикою європейської літератури. Дід і бабуся Мартина читали йому в дитинстві Кабаллу і Талмуд. Вдома хлопчик розмовляв німецькою, поза домом — польською. Відвідуючи синагогу, вивчив їдиш та давньоєврейську мову. Змалку познайомився з хасидизмом. Навчався в середній народній школі, де зацікавився філософією. У 13 років пройшов обряд бар-міцви та отримав тфілін. Через рік Мартин переселився до батькового будинку. Зі шкільних років він мріяв стати письменником, у 16 написав поетичну драму «Пісня і життя».
Продовжив навчання у Віденському університеті, де зосередився на філософії та історії мистецтва, пізніше — у Берлінському університеті. Під впливом від лекцій філософів Дільтея та Зіммеля вирішив створити власну систему філософської антропології. За студентства Мартин Бубер став активним прихильником об'єднання євреїв для відновлення єврейської держави. В 1897 брав участь у Першому сіоністському конгресі. Він відстоював позицію передування цьому духовного, релігійного і політичного об'єднання народу та не вважав доцільним створювати державу в найкоротші терміни. Разом з Хаїмом Вейцманом видавав журнал «Світ», покликаний згуртувати єврейську інтелектуальну еліту. Одружився з Паулою Вінклер, яка прийняла юдаїзм, пару єднав інтерес до єврейського фольклору, сіонізму та хасидської містики. Родина оселилася в Лінці, де Мартин перекладав фольклорні твори, в тому числі європейські, розробив теорію виховання дітей, засновану на розвитку природних задатків і ненасиллі. З 1910 по 1914 рік тісно дружив з німецьким революціонером і політичним діячем Густавом Ландауером.
З посиленням передчуття світової війни Бубер переселився до Берліна, ближче до філософів та громадських діячів. У 1916 з родиною переїхав до Мюнхена. Після вбивства Ландауера і завершення Першої світової війни виступав за добросусідське співіснування народів, ненасильницькі шляхи єднання. Як німецько-єврейський релігійний філософ перекладав і коментував біблійні тексти. В центрі його філософських поглядів — буття як діалог між Богом і людиною. Світову славу йому принесла філософська праця «Я і Ти» (1923, українське видання — 2012). Родина згодом знову переїхала, цього разу в Гоппенгайм, де Мартин познайомився з Францом Розенцвейгом. З 1925 філософ тісно співпрацював з ним у процесі перекладу арамейського тексту Біблії на німецьку мову. Згідно з задумом, новий переклад мав заново відтворити живий біблійний текст у просторі сучасної німецької мови та культури. Також видавав журнал «Творець», застосовував розроблену ним релігійно-діалогічну філософію до розуміння соціальних, політичних, естетичних і педагогічних проблем.
Наприкінці 1920-х Мартин Бубер здобуває широке визнання по всій Німеччині та у сусідніх країнах, його запрошують читати лекції в найбільші міста. Коли Бубера було запрошено до Праги читати лекції, він познайомився з Рабіндранатом Тагором, з яким сперечався щодо значення західної культури для духовного розвитку людства. Зі смертю Розенцвейга переклад Біблії Бубером загальмувався і він повернувся до цієї роботи тільки під кінець життя.
З приходом до влади Адольфа Гітлера, Мартин Бубер критикував намагання відродити в Німеччині язичницькі культи, ідеологію, спрямовану на війну та домінування одних націй над іншими. Хоча нацистський режим не обмежував і не переслідував особисто Мартина, він бачив притіснення євреїв і деструктивні тенденції в суспільстві. Також, гестапо встановило спостереження за будинком філософа. У 1938 він з родиною переселяється до Швейцарії, атого ж року пізніше  — до Палестини, як і багато представників єврейської еліти.
З 1938 Бубер проживав у Єрусалимі, де був обраний професором Єврейського університету. Він вступив у полеміку з Магатмою Ґанді, поділяючи його політику ненасильницького вирішення проблем, але заперечуючи придатність для євреїв індійського шляху. Філософ відстоював необхідність незалежності Палестини, створення там єврейської держави шляхом мирного договору з арабами. У цей період виходять основні його праці з філософії релігії та історії хасидизму: «Ґоґ і Маґоґ» (1941, українське видання — 2008) та «Райський сад хасидизму» (1945, більш відома як «Хасидські історії»).
Після Другої світової війни, у 1946, Бубер ввійшов до спеціальної комісії, де висунув вимоги безперешкодної іміграції євреїв до Палестини і надання їм достатньої території, щоб вони могли  забезпечувати себе всім необхідним.  У 1948 було створено, в тому числі завдяки громадській і філософській діяльності Мартина, державу Ізраїль.
У період 1948—1950 Бубер працював над науковою роботою «Два образи віри» (нім. Zwei Glaubensweisen, 1951). А у 1960 вийшла  його остання монографія «Походження та сутність хасидизму». Бубер виступав із лекціями у провідних університетах Європи та Америки. Його визнали за духовного лідера свого часу, який своїми працями значно вплинув як на світогляд юдеїв, так і на християнський світ. У 1952 відвідав Німеччину, де здобув численні нагороди, став одним з перших єврейських діячів, що відновили стосунки з Німеччиною після війни. За сприяння Даґа Гаммаршельда готувалося вручення Буберу Нобелівської премії миру. Загибель Гаммаршельда завадила цьому, натомість у 1963 філософ був нагороджений Еразмівською премією за вклад у духовне єднання європейських країн. 1965 року Бубер був удостоєний ордена «За свободу Єрусалима» як один з найвидатніших єврейських мислителів і гуманістів XX століття. Помер за два тижні після цього, 13 червня, похований у Єрусалимі.

## Основні ідеї
Центральним поняттям філософії Мартина Бубера є діалог. На погляд мислителя саме діалог людини з собі подібними, з природою, та з Богом є особливим, суто людським способом буття. Згідно з Бубером, можливі два варіанти діалогу: «Я і Ти» і «Я і Воно». В «Я і Ти» людина ставиться до того, що перебуває поза нею, як до подоби самої себе — живої, цінної, здатної мислити і відчувати, як до рівного собі. В «Я і Воно» все, що знаходиться поза людиною, постає неодухотвореними об'єктами. Людина здатна ставитися до інших людей, природи чи Бога однаково і як до «Ти» і як до «Воно». Бубер стверджував, що в діалозі з «Воно» проявляється ієрархія, певна впорядкованість. Натомість в діалозі з «Ти» проявляється свобода. Філософ зауважував, що обидва види діалогу необхідні, але людина не може бути повноцінною, живучи тільки в діалозі «Я і Воно».

## Праці

### Оригінальні праці
- Die Geschichten des Rabbi Nachman (1906)
- Die fünfzigste Pforte (1907)
- Die Legende des Baalschem (1908)
- Daniel — Gespräche von der Verwirklichung (1913)
- Die jüdische Bewegung — gesammelte Aufsätze und Ansprachen 1900—1915 (1916)
- Vom Geist des Judentums — Reden und Geleitworte (1916)
- Die Rede, die Lehre und das Lied — drei Beispiele (1917)
- Ereignisse und Begegnungen (1917)
- Chinesische Geister- und Liebesgeschichten (1919)
- Der grosse Maggid und seine Nachfolge(1922)
- Reden über das Judentum (1923)
- Ich und Du (1923)
- Das Verborgene Licht (1924)
- Die chassidischen Bücher (1928)
- Aus unbekannten Schriften (1928)
- Ekstatische Konfessionen (1909)
- Zwiesprache (1932)
- Kampf um Israel — Reden und Schriften 1921—1932 (1933)
- Hundert chassidische Geschichten (1933)
- Die Troestung Israels: aus Jeschajahu, Kapitel 40 bis 55 (1933); with Franz Rosenzweig
- Erzählungen von Engeln, Geistern und Dämonen (1934)
- Das Buch der Preisungen (1935); with Franz Rosenzweig
- Deutung des Chassidismus — drei Versuche (1935)
- Die Josefslegende in aquarellierten Zeichnungen eines unbekannten russischen Juden der Biedermeierzeit (1935)
- Die Schrift und ihre Verdeutschung (1936); with Franz Rosenzweig
- Aus Tiefen rufe ich Dich — dreiundzwanzig Psalmen in der Urschrift (1936)
- Das Kommende: Untersuchungen zur Entstehungsgeschichte des Messianischen Glaubens — 1. Königtum Gottes (1936 ?)
- Die Stunde und die Erkenntnis — Reden und Aufsätze 1933—1935 (1936)
- Zion als Ziel und als Aufgabe — Gedanken aus drei Jahrzehnten — mit einer Rede über Nationalismus als Anhang (1936)
- Worte an die Jugend (1938)
- Moseh (1945)
- Dialogisches Leben — gesammelte philosophische und pädagogische Schriften (1947)
- Der Weg des Menschen: nach der chassidischen Lehre (1948)
- Das Problem des Menschen (1948, Hebrew text 1942)
- Die Erzählungen der Chassidim (1949)
- Gog und Magog — eine Chronik (1949, Hebrew text 1943)
- Israel und Palästina — zur Geschichte einer Idee (1950, Hebrew text 1944)
- Der Glaube der Propheten (1950)
- Pfade in Utopia (1950)
- Zwei Glaubensweisen (1950)
- Urdistanz und Beziehung (1951)
- Der utopische Sozialismus (1952)
- Bilder von Gut und Böse (1952)
- Die Chassidische Botschaft (1952)
- Recht und Unrecht — Deutung einiger Psalmen (1952)
- An der Wende — Reden über das Judentum (1952)
- Zwischen Gesellschaft und Staat (1952)
- Das echte Gespräch und die Möglichkeiten des Friedens (1953)
- Einsichten: aus den Schriften gesammelt (1953)
- Reden über Erziehung (1953)
- Gottesfinsternis — Betrachtungen zur Beziehung zwischen Religion und Philosophie (1953)
- Hinweise — gesammelte Essays (1953)
- Die fünf Bücher der Weisung — Zu einer neuen Verdeutschung der Schrift"' (1954); with Franz Rosenzweig
- Die Schriften über das dialogische Prinzip (Ich und Du, Zwiesprache, Die Frage an den Einzelnen, Elemente des Zwischenmenschlichen) (1954)
- Sehertum — Anfang und Ausgang (1955)
- Der Mensch und sein Gebild (1955)
- Schuld und Schuldgefühle (1958)
- Begegnung — autobiographische Fragmente (1960)
- Logos: zwei Reden (1962)
- Nachlese (1965)

### Українські переклади
- Бубер Мартин. Ґоґ і Маґоґ /Пер. з англ. — Київ: Дух і літера, 2008. ISBN 978-966-378-076-4
- Бубер Мартин. Я і ти. Шлях людини за хасидським вченням / Пер. з нім. — Київ: Дух і літера, 2012. ISBN 978-966-378-253-9